# Edgar Valter
Pour les articles homonymes, voir Valter (homonymie).
Edgar Valter, né le 21 septembre 1929 à Tallinn et mort le 4 mars 2006 à Tartu, est un écrivain et un illustrateur estonien de livres pour enfants, avec plus de 250 livres à son nom, tout au long de 55 ans d'activité (1950-2005). Son œuvre la plus célèbre est Pokuraamat [Le livre Poku].

## Biographie
Edgar Valter, né le 21 septembre 1929 à Tallinn, est le quatrième enfant d'une famille de huit enfants. Il termine l'école secondaire en 1945 mais n'est pas diplômé.
Il commence à travailler en tant qu'artiste indépendant en 1950, illustrant finalement quelques-uns des plus célèbres personnages estoniens de la littérature pour enfants, dont le Krõll, le Naksitrallid, le Sipsik d'Eno Raud, et le Kunksmoor. Edgar Valter illustre plus de 250 livres, et la plupart d'entre eux sont des livres pour la jeunesse. Ses caricatures et illustrations sont publiées par de nombreuses revues, journaux et magazines : Hea Tours, Täheke, Pioneer, et Pikker (un magazine humoristique et satirique publié à l'époque soviétique).
Edgar Valter a vécu ses 15 dernières années dans la ferme Pöörismäe, située dans la municipalité rurale Urvaste du comté Võrumaa. Il est mort le 4 mars 2006. Il est incinéré et inhumé le 17 mai 2006 dans le cimetière Metsakalmistu à Tallinn.

## Le livre Poku et les Pokus

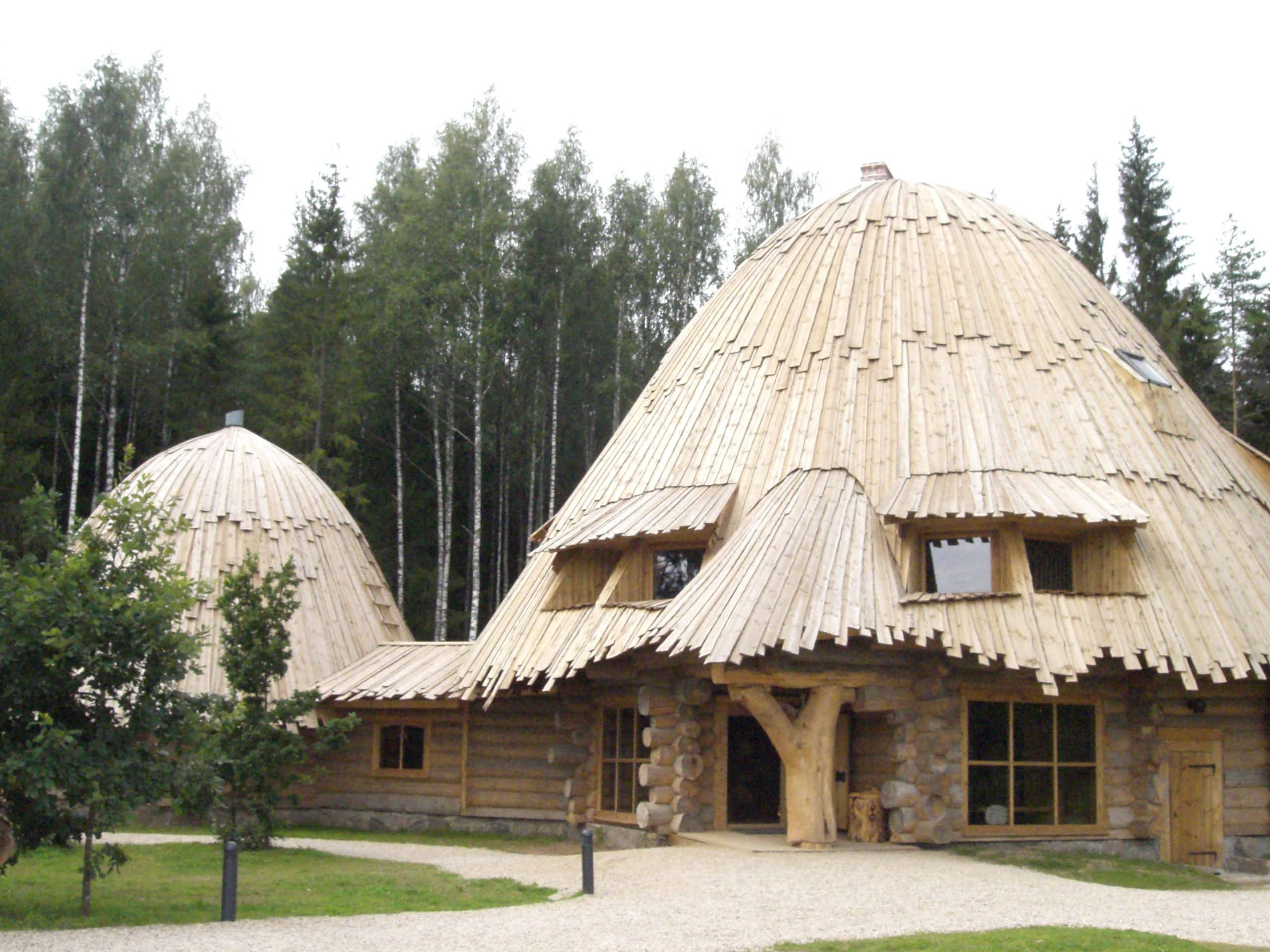
Le Pokuhall dans Pokuland, Urvaste de la Paroisse, le Comté de Võru.

D'abord publié en 1994, Pokuraamat (Le livre Poku) raconte l'histoire de Pokus. Un poku est un monticule d'herbe qui pousse dans les tourbières du sud-est estonien. Dans le livre, Valter représente des pokus comme des créatures animées enfantines, l'herbe étant leurs cheveux qui poussent jusqu'à leurs pieds. Son thème central met l'accent sur la nécessité de respecter et de vivre en harmonie avec la nature.
Pokuraamat est le premier livre qui est écrit et illustré par Edgar Valter. En 1996, le livre remporte le prestigieux prix Nukits du meilleur livre pour enfants de l'année. Edgar Valter écrit deux livres en relation avec Poku : Pokuaabits (alphabet poku) (2002) et Pokulood (nature poku) (2004).

## Récompenses
- Meie Mats, 1991[2]
- Prix A. H. Tammsaare, 1999
- Ordre de l'Étoile blanche d'Estonie de 3e classe, 2001

## Sélection de publications
- Jahikoera memuaarid (1974; 2004)
- Pokuraamat (1994; 2001; 2005)
- Ahaa, kummitab (1995)
- Kassike ja kakuke (1995)
- Lugu lahkest lohe Justusest ja printses Miniminnist (1995)
- Kullast vilepill (1996)
- Isand Tuutu ettevõtmised (1997)
- Iika (1998)
- Pintselsabad (1998)
- Metsa pühapäev (1999)
- Kuidas õppida vaatama? (2000)
- Ho-ho-hoo! (2002)
- Pokuaabits (2002)
- Natuke naljakad pildid (2003)
- Pokulood (2004)
- Ikka veel kummitab (2005)
- Maalid 1983-2005 (2007). Une sélection des peintures.
- Karikatuurid läbi aegade (2011). Caricatures à travers le temps.
- Lasteraamatute illustratsioonid 1948-2005 (2014). Les enfants des illustrations de livres.